# Variedades Açorianas
As Variedades Açorianas são uma coletânea de natureza histórica, de autoria de José de Torres (1827-1874). Encontra-se depositada no "Fundo José de Torres", na Biblioteca Pública e Arquivo Regional de Ponta Delgada, na ilha de São Miguel, nos Açores.
O autor dedicou-se, desde 1843, ao estudo e investigação da história dos Açores, tendo consultado os mais importantes arquivos da ilha de São Miguel, o Arquivo Nacional da Torre do Tombo, além de bibliotecas nacionais e estrangeiras.
Ao longo de quase duas décadas formou a colecção de Variedades Açorianas, composta por impressos e manuscritos, contendo muitas fontes únicas para o estudo do arquipélago. Entre elas compreendem-se livros e coleções de periódicos, mapas, retratos, vistas, artigos, e muitos documentos inéditos.
Embora tenha sido editada em nossos dias um índice das Variedades (série Manuscrita), a coletânea nunca foi integralmente publicada.